# Marco Antonio Gandolfo
Marco Antonio Gandalfo y Viga (Palerm, d.t s. XVI – Saragossa, 1645) va ser un enginyer militar al servei de la Corona Hispànica.
Segons Juan Carrillo de Albornoz, va començar la carrera militar al regne de Sicília el 1604, i la va prosseguir al ducat de Milà, i entre 1618 i 1628, en els exèrcits de Sicília, Tunis, Bizerta, i Alemanya. També va participar en la presa de Pontestura (Piemont), on va ser ferit. A més, va ordenar les fortificacions de Navarra, València i Alexandria, des d’on es va desplaçar a Flandes per participar en la Batalla de Nördlingen (1634). 1645 es troba documentat en el setge de Oostende.

## Hostilitats amb el regne de França
A finals de 1635, Gandolfo es troba a les fronteres de Navarra i Guipuscoa per analitzar com poden reforçar-se les defenses. A la tardor de 1636, se li ordena que lliuri un informe a la Cort sobre la possibilitat de conquerir França, amb l’objectiu de negociar una pau favorable als interessos de Felip IV de Castella.
El 1637 participa activament en la batalla de Leucata contra els francesos. Gandolfo és considerat un dels principals responsables de la derrota de l’exèrcit hispànic, ja que, segons Núria Florensa i Manel Güell, “certificà la bona qualitat de les posicions espanyoles, superades després per l’enemic”.
La conquesta de Salses (1639) va servir a Gandolfo per recuperar prestigi. L’enginyer hi participa com a tinent del mestre de camp general de fortificacions, tenint com a superiors només el marquès de Torrecuso i Los Balbases. La solidesa dels bastions d’assetjament concebuts per Gandolfo foren decisius per la victòria dels assaltants.

## Guerra dels Segadors
A finals de maig del 1640 arriba a Tarragona, i es posa a disposició de Dalmau III de Queralt per evitar que els segadors amotinats destrossin Santa Coloma de Queralt. Durant el Corpus de Sang (7 de juny de 1640) s’escapa, segons les seves pròpies paraules, “de milagro de la fúria del pueblo endemoniado de Barcelona”. En l'avanç de les tropes del marquès de Los Vélez a Madrid, recomana -infructuosament- que no es conquereixi Salou.
En els primers anys de la guerra, fa tasques d’inspecció de les fortificacions de les Terres de l’Ebre (Tortosa, Ulldecona), i recomana la fortificació del Coll de Balaguer. Trobant-se malalt a la capital de la Noguera, mentre era evacuat per les tropes filipistes, va caure presoner de l’exèrcit francocatalà. Encara que va ser rescatat, ja es trobava molt feble, i no tardaria a morir a Saragossa.